# 美多德
美多德（希臘語：Μεθόδιος，英语: Methodius），也译作麦瑟迪乌斯、美多迪乌斯、梅笃丢斯、梅索迪奧。他最初的名字叫做迈克尔（英语：Michael）。由于不同的资料记载他的出生年份不同，这使得他的出生年月无法确定，他和他的兄弟西里尔谁大谁小也无法确定。大部分资料记载他出生于在825年或826年，并且比西里尔小。他出生在东罗马帝国萨洛尼卡（位于现在的希腊）。 。他同时被天主教会和东正教会封为圣人，被称为“圣美多德”。他和他的哥哥西里尔对大摩拉维亚和潘诺尼亚的斯拉夫人进行过传教活动。他们的传教活动大大影响了斯拉夫人的文明进程，这使得他们获得“斯拉夫人的传教士”的称号。 他们兄弟俩发明了格拉哥里字母。格拉哥里字母是第一种用来记录古教会斯拉夫语的字母。 他们死后，他们的学生继续对斯拉夫人进行传教工作。两兄弟都被东正教会授予“Equals to the Apostles”的头衔。1880年，天主教教皇利奥十三世在天主教里为他们设立节日。1980年，天主教教皇约翰·保禄二世宣布他们与诺尔恰的圣本笃一起是欧洲的主保圣人。

## 生平

### 早期生活
美多德825年或826年间生于东罗马帝国萨洛尼卡，本名迈克尔（英语：Michael）。根据书（《西里尔的生平》）。他的父亲李奥是萨洛尼卡一个级别为“droungarios”官员。她的母亲叫玛利亚，是一个斯拉夫人。。美多德很小的时候父亲就去世了，他的叔叔——东罗马帝国有权势的大臣Theoktistos成为了他的监护人。美多德长大后，Theoktistos安排他到东罗马帝国斯拉夫人居住的地区当一个官员，不久之后他在奥林匹斯山的一个修道院当上了修士，并获得了美多德的法号。

### 在中东的传教
860年美多德与西里尔受东罗马帝国皇帝米海尔三世和君士坦丁堡牧首佛提乌的命令去可萨汗国阻止犹太教的扩张。因为可萨人信奉犹太教可以免除一些政治纠纷，可萨汗国可汗坚定地将犹太教作为国教，所以这次任务失败了。
回到君士坦丁堡之后，美多德当上了一个修道院的院长，并且成了君士坦丁堡政界与宗教界的重要人物，与此同时西里尔在大学里面当上了哲学教授。

### 第一次去摩拉维亚的传教

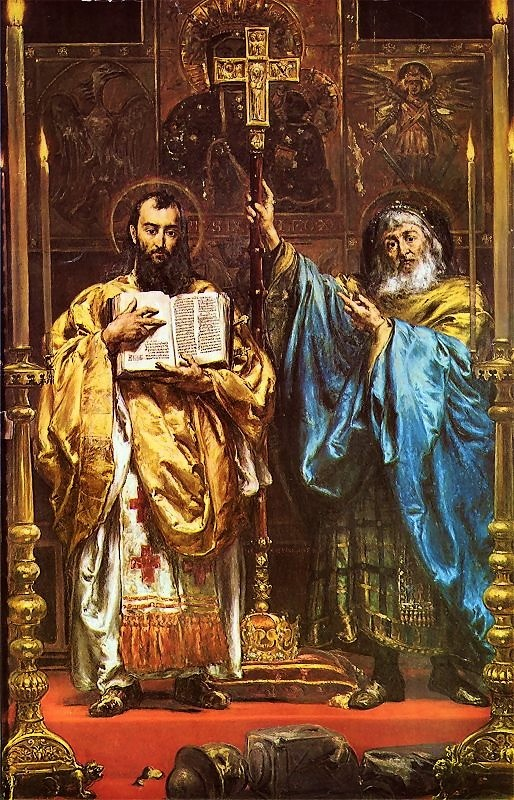
西里尔与美多德。扬·马泰伊科于1885年作

公元862年，大摩拉维亚公国的国王罗斯季斯拉夫要求东罗马帝国皇帝米海尔三世和君士坦丁堡牧首佛提乌派传教士给斯拉夫人传福音。他这样做与其说是为了宗教倒不如说是为了政治。罗斯季斯拉夫在东法兰克王国国王日耳曼人路易的支持下成为摩拉维亚国王，但是他在随后坚持大摩拉维亚公国的独立地位。很多人都误以为美多德和西里尔是第一批将基督教带到摩拉维亚的人，但是罗斯季斯拉夫在给东罗马帝国皇帝米海尔三世的信中明确指出罗斯季斯拉夫的人“已经拒绝了异教和坚持基督教的原则”据说在给东罗马帝国皇帝米海尔三世写信之前，罗斯季斯拉夫已经驱逐了罗马天主教会的传道士并且坚定地向君士坦丁堡寻求宗教和政治支持。米海尔三世迅速选择了派西里尔与美多德去，并且说：“你们来自萨洛尼卡, 所有的萨洛尼卡人都讲着纯正的斯拉夫语”

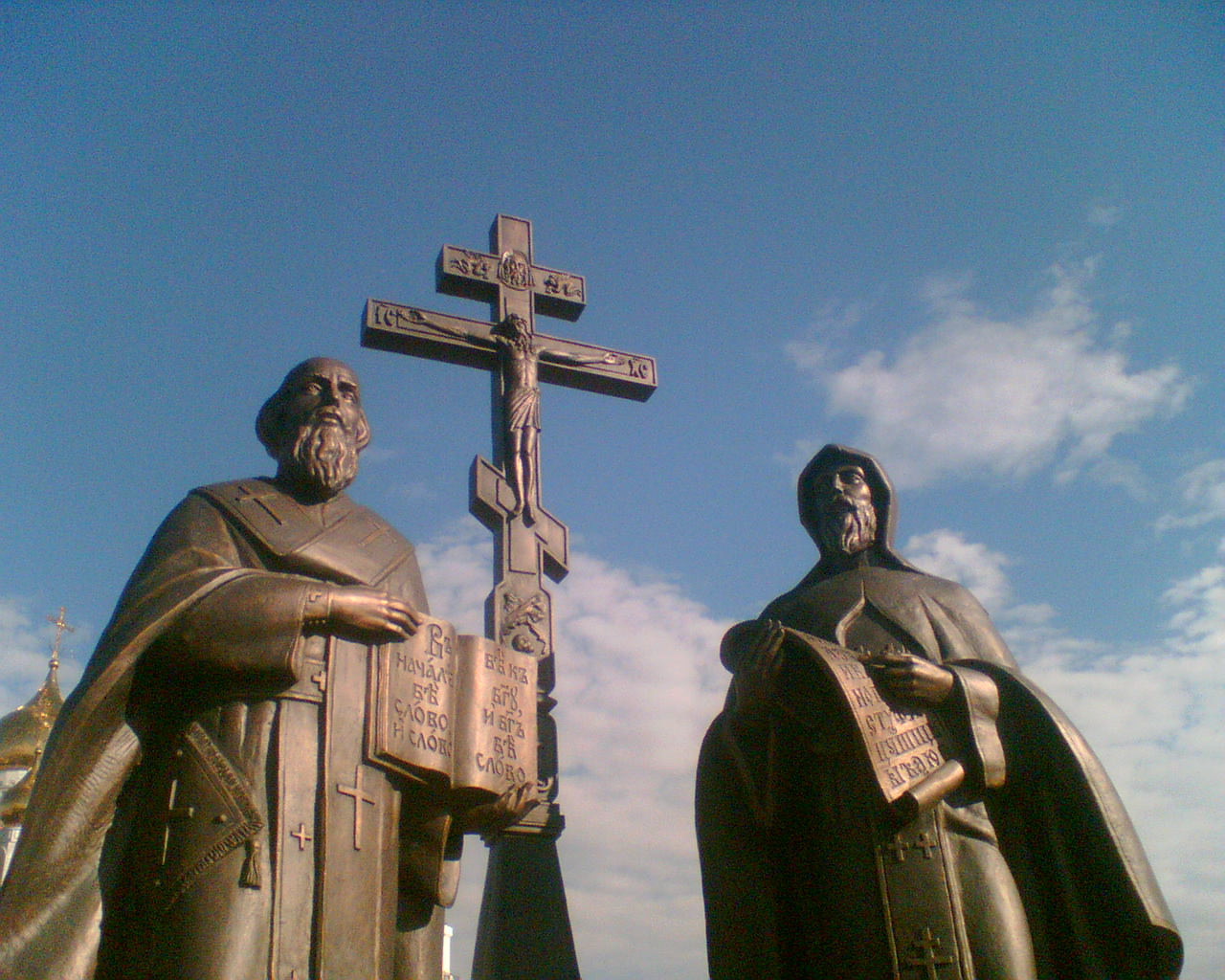
位于俄罗斯汉特-曼西斯克的西里尔与美多德雕像

公元863年，美多德与西里尔到了摩拉维亚，两个人在到达后就积极开始创造给斯拉夫人使用的字母，因为萨洛尼卡有很多斯拉夫人，他们自幼就生活在斯拉夫环境中，从小就接触到了斯拉夫人的语言，并且有些字母的拼写规则甚至在他们出发前就已经拟订好了，所以他们只用了很短的时间就完成了这个任务。他们利用希腊字母和一些自创的字母拼写了斯拉夫语言。他们发明的字母被称为格拉哥里字母，第一个用来给斯拉夫人书写的文字。实践表明，格拉哥里字母非常适合斯拉夫复杂的语言特征。格拉哥里字母今天仍然被许多国家所采用。
随后他们开始将圣经翻译成我们现在称为古教会斯拉夫语的语言。并且在摩拉维亚去推广它。古教会斯拉夫语逐渐演变成了教会斯拉夫语。教会斯拉夫语现在是保加利亚东正教会、马其顿东正教会、俄罗斯东正教会、塞尔维亚东正教会与其它斯拉夫东正教教会的礼拜仪式语言。他们的传教获得了巨大的成功。但是他们在斯拉夫人中推广东正教仪式的措施遭到了东法兰克王国传教士的反对，这使得他们与东法兰克王国传教士产生了冲突。他们兄弟在摩拉维亚传教的任务终演变成了与萨尔茨堡大主教兼帕绍教区主教Theotmar的争论，Theotmar希望能全面控制摩拉维亚，并且让摩拉维亚人只用天主教会的仪式。
在传教的过程中他们还写成了第一部斯拉夫人的民法典。

### 在罗马的事情

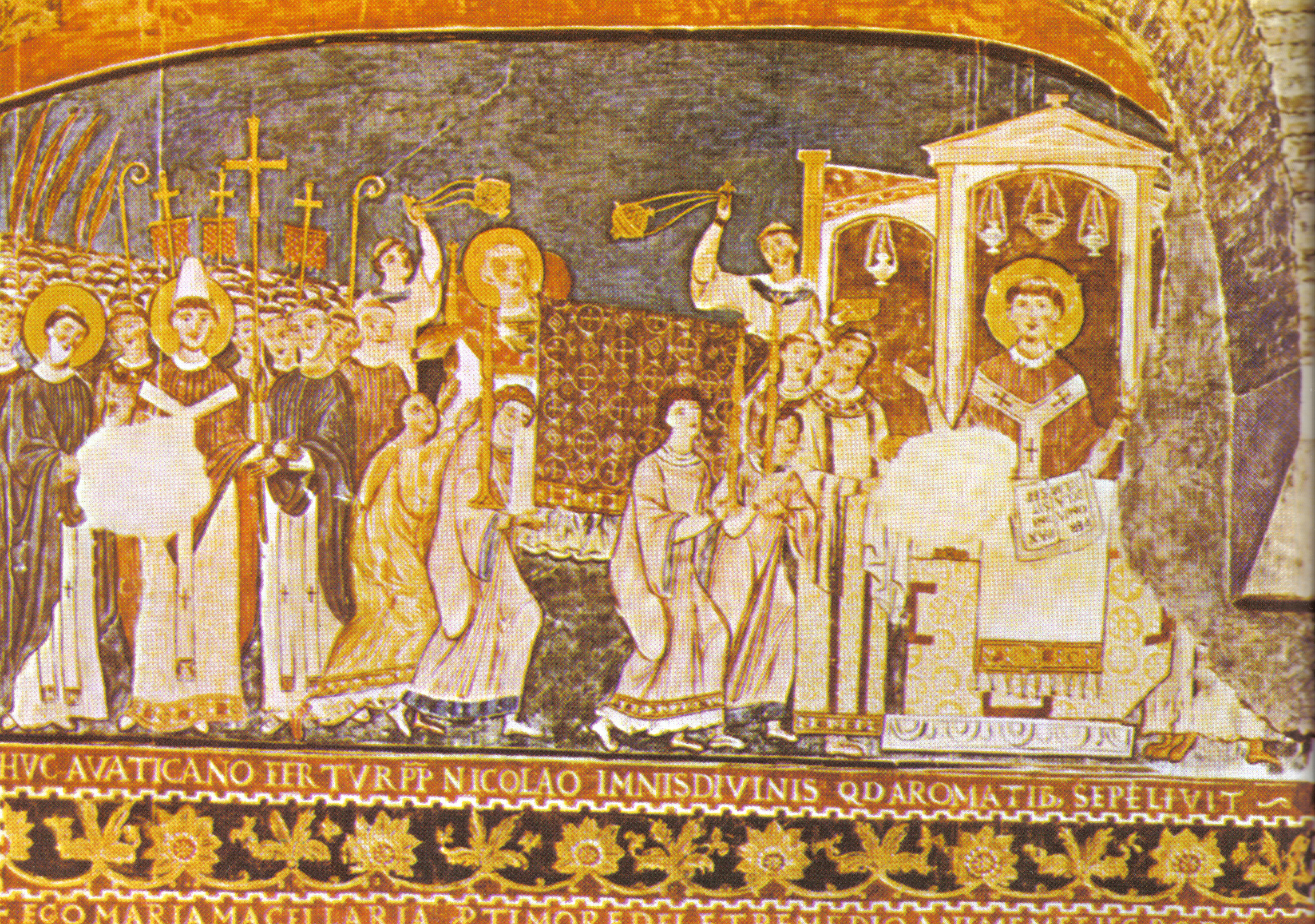
圣西里尔与圣美多德在罗马

在867年，教皇尼古拉一世邀请西里尔与美多德去罗马。他们在旅行时带着自己的一些弟子和教宗克肋孟一世的遗骨。在经过巴拉顿公国（位于今天的捷克斯洛伐克和匈牙利）时，他们受到公国国王Koceľ （也可拼成Kocelj或Kozel）的热烈欢迎。他们最后在868年到达罗马，此时尼古拉一世已经去世，新的教皇为哈德良二世。在罗马他们受到了热烈欢迎，这部分是因为于他们将教皇克莱孟一世的遗骨带到了罗马，但是更重要的是罗马教会想在与君士坦丁堡教会争夺斯拉夫人的斗争中取得胜利。兄弟俩受到了在罗马受到了高度评价，他们在摩拉维亚的传教受到了哈德良二世的肯定，哈德良二世随后将美多德升为主教。同时，应大摩拉维亚公国的国王罗斯季斯拉夫的要求，哈德良二世重建了潘诺尼亚主教辖区。潘诺尼亚主教辖区是摩拉维亚和潘诺尼亚的第一个斯拉夫主教辖区，它是同东法兰克教会分开的。美多德被任命为这个主教辖区的主教长。

### 返回摩拉维亚之后
870年返回摩拉维亚之后，东法兰克王国国王日耳曼人路易和一些东法兰克主教要求美多德去参加一个宗教会议。他们在会议上罢免了他的职务，并且将他投入监狱。当东法兰克王国3年之后在摩拉维亚遭到一些军事失败时，教皇若望八世将美多德从监狱中释放了出来，并且恢复了他的摩拉维亚大主教职务。但是因为他的东正教信仰，特别是用斯拉夫人自己的语言祷告的问题，引起了东法兰克人的不满。教皇若望八世再一次批准可以在仪式中使用斯拉夫语，但是前提条件是在读福音书的时候必须先用拉丁语再用斯拉夫语读。但是东法兰克牧师Wiching继续控告他。后来美多德于885年4月6日去世。

## 发明格拉哥里字母

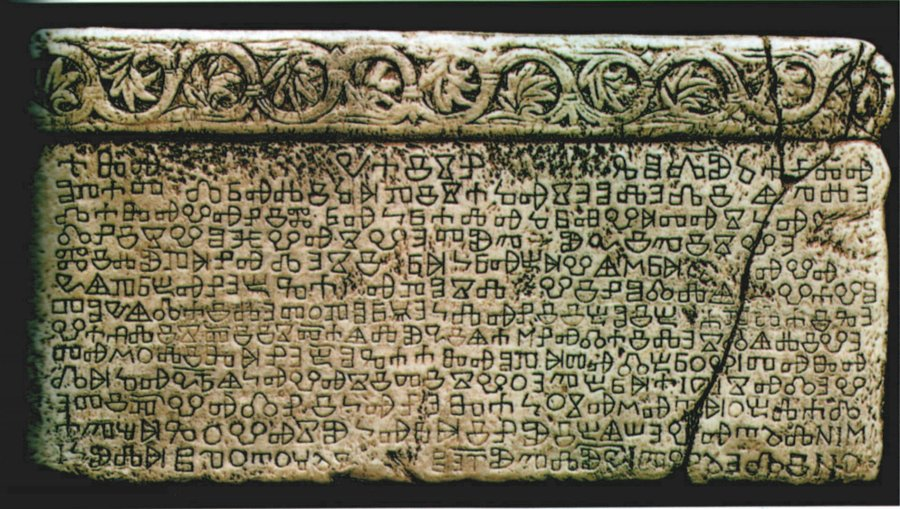
由克罗地亚出土的Baška tablet可以看出格拉哥里字母的早期形式。

由于萨洛尼卡的斯拉夫人很多，西里尔与美多德从小就接触到了斯拉夫人的语言，这使得他能够深入了解斯拉夫人的语言特点，这对他以后创作格拉哥里字母大有帮助。
西里尔与美多德以及他们的学生为了将圣经和其他一些典籍翻译成斯拉夫语，创作了格拉哥里字母。格拉哥里字母是从9世纪希腊语安色尔字体变来，是目前已知的最早的斯拉夫人的字母。格拉哥里字母的出现对斯拉夫人产生了巨大的影响。早期的格拉哥里字母于863年被西里尔与美多德传播到大摩拉维亚，用来记录政府文件和宗教书籍。格拉哥里字母的发明常常被误认为是西里尔一人的功劳，特别是在880年的书信写到格拉哥里字母是由“哲学家康斯坦丁”（康斯坦丁是西里尔本名，西里尔这个名字是他逝世后才有的）所发明的。虽然仅凭这封信无法证明美多德没有参与发明格拉哥里字母，但是却说明了在西里尔与美多德来到摩拉维亚之前斯拉夫人没有自己的文字。

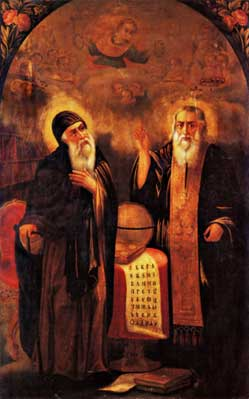
由保加利亚著名雕塑家Stanislav Dospevski创作的圣西里尔与圣美多德

必须要说明的是，西里尔字母并不是西里尔发明的。西里尔发明的是格拉哥里字母，不是西里尔字母。西里尔字母是西里尔与美多德的学生克莱门特在保加利亚第一帝国的奥赫里德人文学院对格拉哥里字母进行简化而产生的。不过也有一种说法是普雷斯拉夫人文学院在希腊字母和格拉哥里字母的速写形式上发明了西里尔字母。不管怎样，两个学院的建立都是在西里尔与美多德去世之后的事了。

## 对他的纪念

### 被教会授予的头衔
1880年教宗利奥十三世授予西里尔与美多德“斯拉夫人的传教士”的称号。1980年，教宗若望·保禄二世宣布他们是欧洲的主保圣人。

### 圣西里尔和圣美多德日

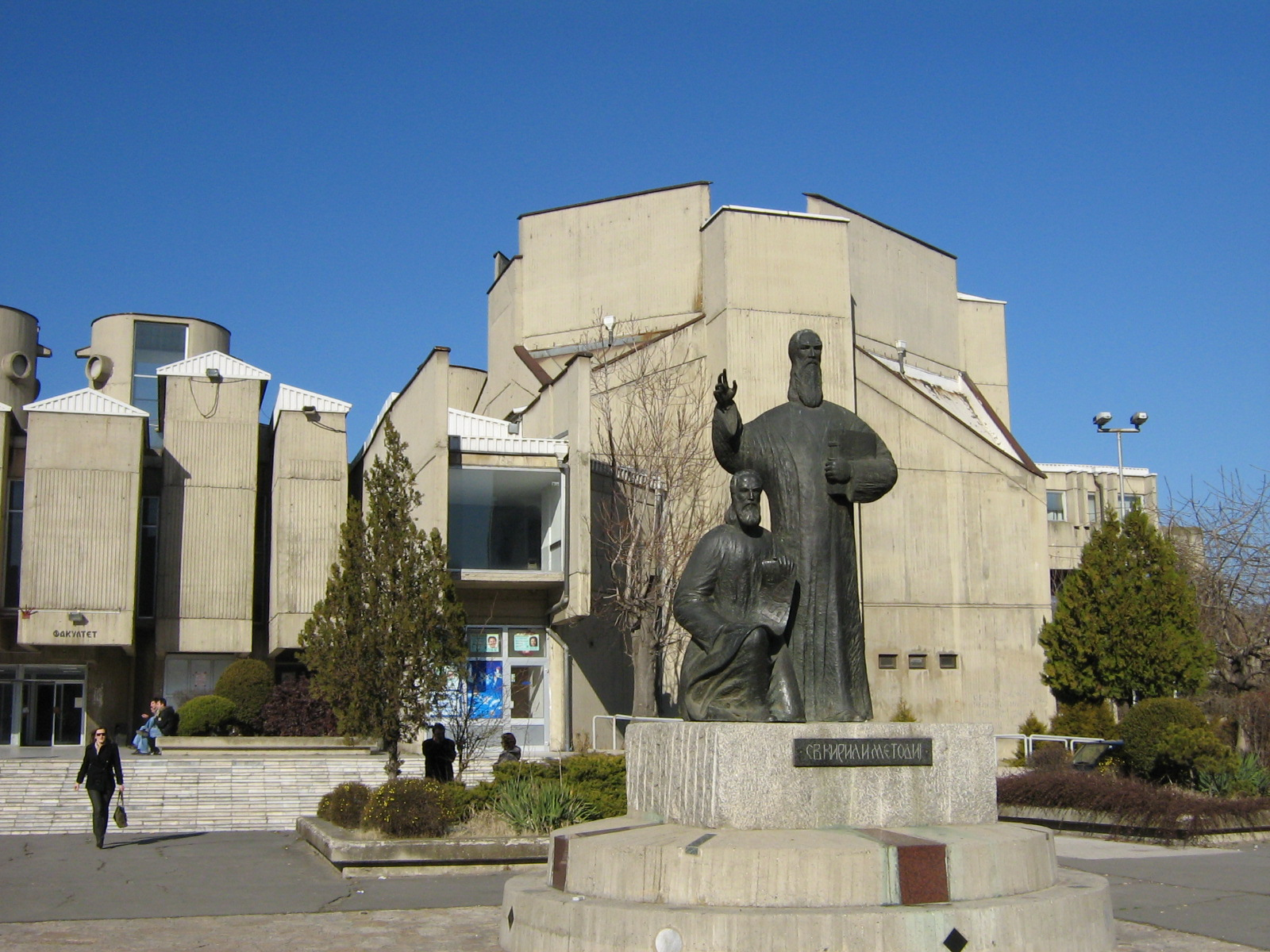
位于马其顿共和国斯科普里的圣西里尔与圣美多德

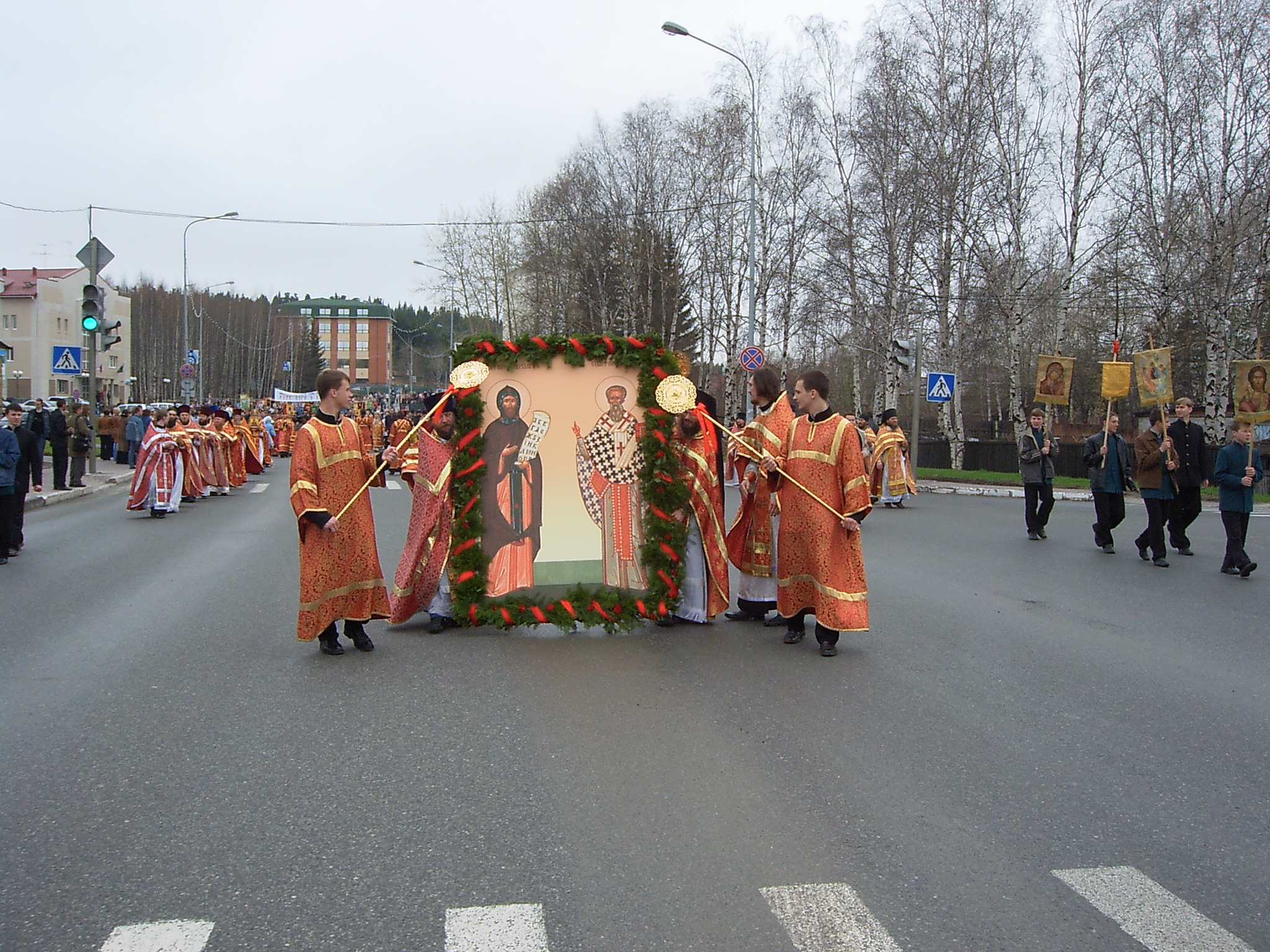
位于汉特-曼西斯克的2006年5月圣西里尔和圣美多德日的圣驾巡游活动

信奉东正教的国家一般将儒略历5月11日（公历5月24日）定为“圣西里尔和圣美多德日”，而信奉天主教的国家一般将7月5日定为“圣西里尔和圣美多德日”。
现在，“圣西里尔和圣美多德日” 作为公共节日在下列国家庆祝：
- 在保加利亚人们在5月24日纪念西里尔与美多德，节日的正式名称为“保加利亚教育、文化、和斯拉夫文学日”，一个用来纪念保加利亚文化、文学、与西里尔字母的节日。它被人们称为“字母、文化和教育节”。西里尔与美多德被看成是保加利亚国家图书馆的保护人。保加利亚国家图书馆前面就有他们的纪念馆。

- 在马其顿，人们在5月24日纪念西里尔与美多德，节目的名称为“圣西里尔和圣美多德日”。

- 在捷克，7月5日是“圣西里尔和圣美多德日”。

- 在俄罗斯，5月24日是“斯拉夫文学与文化节”，庆祝斯拉夫文学、文化与字母。

- 在斯洛伐克，7月5日是“圣西里尔和圣美多德日”。[20]